# George Brown (General)

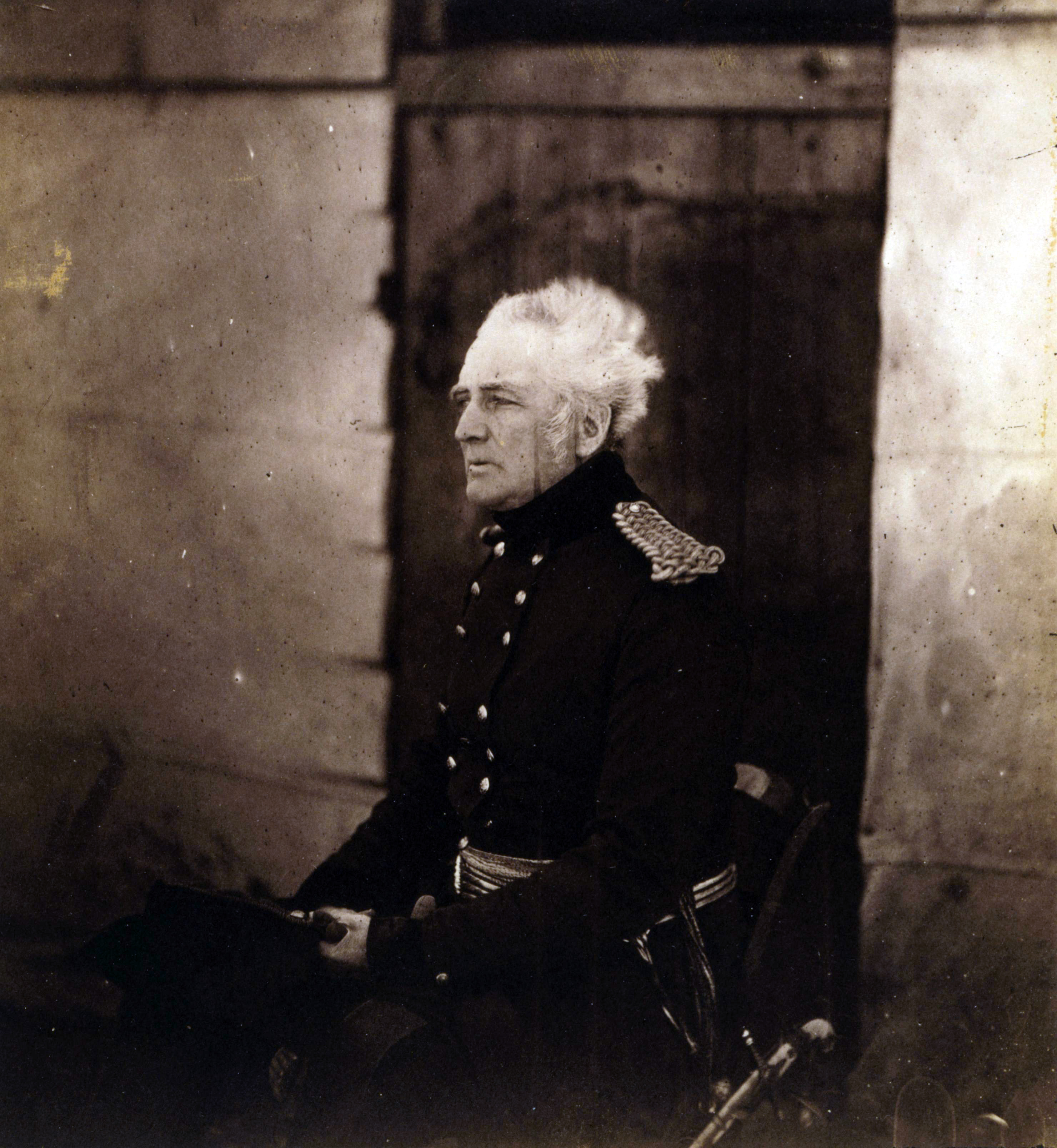
George Brown (1855)

Sir George Brown GCB KH (* 3. Juli 1790 in Elgin; † 27. August 1865 ebd.) war ein britischer General im Krimkrieg und Oberbefehlshaber in Irland.

## Leben
1854 erhielt Brown das Kommando über die Leichte Division im Krimkrieg. In der Schlacht an der Alma wurde sein Pferd unter ihm erschossen und in der Schlacht bei Inkerman wurde er verwundet. Im Mai 1855 wurden die britische Highland Brigade, die Rifle Brigade, die Royal Marines und 8.500 französische Soldaten unter dem Kommando von Brown nach Kertsch im Südosten der Krim eingeschifft. Brown kehrte aber zurück, ohne die Stadt anzugreifen. Der Grund dafür war ein telegraphischer Befehl des französischen Kaisers. Das Verhältnis zwischen den Alliierten hatte durch den Abbruch der Expedition gelitten. Nach einer Verwundung kehrte er im Juni 1855 nach England zurück.
Im März 1860 folgte er Lord Seaton als Oberbefehlshaber in Irland nach. Diesen Posten hielt er bis März 1865.